# سی۲پی
سی۲پی یک کشنده توپخانه ساخت لهستان بود که در جریان تهاجم به لهستان کشنده اصلی توپ‌ها ضدهوایی لهستانی بود.

## تاریخچه

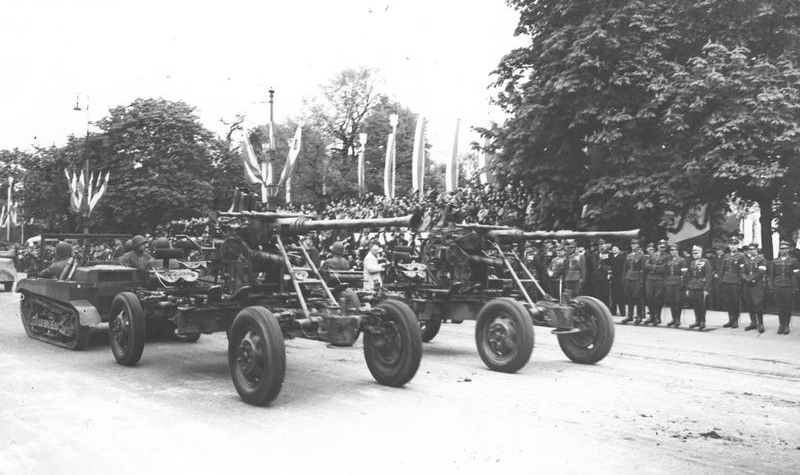
کشنده توپخانه سی۲پی در حال حمل توپ‌های ضدهوایی در رژه سوم مه روز قانون اساسی، سال ۱۹۳۹

در ۱۹۳۰ میلادی ستاد کل نیروهای مسلح لهستان اعلام کرد که به یک کشنده توپخانه کوچک و با قابلیت تحرک بالا برای حمل توپ‌های ۷۵ میلی‌متری نیاز دارد. طراحان لهستانی به سرعت و بر اساس شاسی تانکت تی‌کی‌اس که در سال‌های دهه ۱۹۲۰ با الگوگیری تانکت کاردن لوید بریتانیایی ساخته شده بود شروع به تولید کشنده‌ای کردند که می‌توانست توپ‌های ضدهوایی بوفور و دیگر توپ‌های سبک و متوسط ارتش لهستان را حمل نماید. همچنان طرحی برای یک کشنده بزرگ‌تر وجود داشت که به علت شروع جنگ جهانی دوم به تولید انبوه نرسید.
طراحی اولیه در سال ۱۹۳۳ عرضه شد که در اصل یک تانکت تانکت تی‌کی‌اس تغییر یافته بود. اتاقک زرهی با یک اتاقک ساده که می‌توانست ۴ نفر (یک راننده و سه مسافر) را حمل کند جایگزین گشته بود و تغییراتی در سیستم تعلیق رخ داده بود. این خودرو به همراه یک توپ ۴۰ میلی‌متری بوفور می‌توانست با سرعت ۳۰ تا ۴۰ کیلومتر در ساعت حرکت کند اما خودرو به علت وزن سنگینی که حمل می‌کرد از نظر مانور پذیری مشکلاتی را داشت. این مشکلات در طی سال‌های بعد با تغییرات و تعدیلات مختلف حل شد و از سال ۱۹۳۷، پس از چند دوره آزمایش تولید خودرو آغاز گشت. به موجب تخمین‌ها تا هنگام شروع جنگ در ۱۹۳۹ تعداد خودروهای تولیدی به ۳۱۶ عدد می‌رسید و ۱۱۷ عدد دیگر نیز سفارش داده شده بودند.

## تاریخچه عملیاتی
هرچند این خودرو برای حمل توپ‌های صحرایی ساخته شده بود اما در نهایت قرار شد توپ‌های ضدهوایی را حمل کند. برای هر توپ ضدهوایی دو خودرو اختصاص داده شد که یک خودرو توپ را به همراه ۱۶۰ گلوله و خودرو دیگر ۴۰۰ گلوله دیگر را حمل می‌کردند. این خودرو علاوه بر خدمت در ارتش لهستان پس از آن نیز توسط ارتش آلمان غنیمت گرفته و استفاده می‌گشت.
امروزه تنها دو دستگاه از این خودرو موجود است که در دست مجموعه‌داران شخصی قرار دارد.